# Lethe distans
Lethe distans är en fjärilsart som beskrevs av Butler 1870. Lethe distans ingår i släktet Lethe och familjen praktfjärilar. Inga underarter finns listade i Catalogue of Life.